# Oxidus hsientienensis
Oxidus hsientienensis är en mångfotingart som beskrevs av Wang 1957. Oxidus hsientienensis ingår i släktet Oxidus och familjen orangeridubbelfotingar. Inga underarter finns listade i Catalogue of Life.